# Тера Алта (Западна Вирџинија)
Тера Алта (енгл. Terra Alta) град је у америчкој савезној држави Западна Вирџинија.

## Демографија
По попису из 2010. године број становника је 1.477, што је 21 (1,4%) становника више него 2000. године.
| Група             | 2000.         | 2010.         |
| Белци             | 1.439 (98,8%) | 1.438 (97,4%) |
| Афроамериканци    | 2 (0,1%)      | 10 (0,7%)     |
| Азијати           | 1 (0,1%)      | 1 (0,1%)      |
| Хиспаноамериканци | 5 (0,3%)      | 14 (0,9%)     |
| Укупно            | 1.456         | 1.477         |